# Virtus Entella
Virtus Entella (of Entella Chiavari, afgekort Entella) is een Italiaanse voetbalclub uit Chiavari die speelt in de Serie C. De club werd in 1914 opgericht.

## Geschiedenis
De club werd in 1914 opgericht onder de naam Foot-Ball Club Entella. In 2001 werd de club failliet verklaard, maar herstartte alweer in 2002 onder de naam Unione Sportiva Valle Sturla Entella. In 2010 kreeg de club zijn huidige naam, nadat het promoveerde naar de Lega Pro Seconda Divisione, de vierde divisie. In 2012 promoveerde Virtus Entella naar de Lega Pro Prima Divisione, de derde divisie. In seizoen 2012/13 deed de club direct mee met de promotie play-offs, maar verloor deze van US Lecce. Een seizoen later werd het kampioen en promoveerde Entella wel naar de Serie B. Na vier seizoenen degradeerde de club weer. In het seizoen 2018/19 wist te club wederom te promoveren en kwam vanaf het seizoen 2019/20 weer uit in de Serie B maar hield daar maar één seizoen stand.

## Resultaten per seizoen
| Seizoen | Competitie                          | Niveau | Eindstand | Coppa Italia | Opmerking                                                             |
| ------- | ----------------------------------- | ------ | --------- | ------------ | --------------------------------------------------------------------- |
| 2000/01 | Eccellenza Liguria                  | VI     | 4         | --           |                                                                       |
| 2001/02 |                                     |        |           | --           | Geen deelname aan competitie                                          |
| 2002/03 | Promozione Liguria Girone B         | VII    | 2         | --           |                                                                       |
| 2003/04 | Eccellenza Liguria                  | VI     | 2         | --           |                                                                       |
| 2004/05 | Eccellenza Liguria                  | VI     | 7         | --           |                                                                       |
| 2005/06 | Eccellenza Liguria                  | VI     | 6         | --           |                                                                       |
| 2006/07 | Eccellenza Liguria                  | VI     | 2         | --           | 1e ronde promotieserie                                                |
| 2007/08 | Eccellenza Liguria                  | VI     | 1         | --           |                                                                       |
| 2008/09 | Serie D Girone A                    | V      | 9         | --           |                                                                       |
| 2009/10 | Serie D Girone A                    | V      | 2         | --           |                                                                       |
| 2010/11 | Lega Pro Seconda Divisione Girone A | IV     | 14        | 1e ronde     |                                                                       |
| 2011/12 | Lega Pro Seconda Divisione Girone A | IV     | 5         | --           | Finale promotieserie > AC Cuneo 1905: 3-6. Promotie t.g.v. opvulling. |
| 2012/13 | Lega Pro Prima Divisione Girone A   | III    | 5         | 2e ronde     | halve finale promotieserie                                            |
| 2013/14 | Lega Pro Prima Divisione Girone A   | III    | 1         | 2e ronde     |                                                                       |
| 2014/15 | Serie B                             | II     | 18        | 3e ronde     | winnaar play-outs > Modena FC 2018: 3-3                               |
| 2015/16 | Serie B                             | II     | 9         | 2e ronde     |                                                                       |
| 2016/17 | Serie B                             | II     | 11        | 3e ronde     |                                                                       |
| 2017/18 | Serie B                             | II     | 18        | 2e ronde     | verliezer play-outs > Ascoli Picchio FC 1898: 0-0                     |
| 2018/19 | Serie C Girone A                    | III    | 1         | 8e finale    |                                                                       |
| 2019/20 | Serie B                             | II     | 13        | 2e ronde     |                                                                       |
| 2020/21 | Serie B                             | II     | 20        | 4e ronde     |                                                                       |
| 2021/22 | Serie C Girone B                    | III    | 4         | --           | kwartfinale promotieserie                                             |
| 2022/23 | Serie C Girone B                    | III    | 3         | --           | 2e ronde promotieserie                                                |
| 2023/24 | Serie C Girone B                    | III    | 12        | --           |                                                                       |
| 2024/25 | Serie C Girone B                    | III    | 1         | --           |                                                                       |
| 2025/26 | Serie B                             | II     | .         | 1e ronde     |                                                                       |

## Bekende (ex-)spelers
- Ivan Pelizzoli
- Luciano Spalletti
- Maarten van der Want

## Trainer-coaches
| Van        | Tot        | Naam                | D | W | G | V |
| ---------- | ---------- | ------------------- | - | - | - | - |
| 10.08.2020 |            | Bruno Tedino        |   |   |   |   |
| 10.07.2018 | 10.08.2020 | Roberto Boscaglia   |   |   |   |   |
| 06.05.2018 | 30.06.2018 | Gennaro Volpe       |   |   |   |   |
| 06.11.2017 | 06.05.2018 | Alfredo Aglietti    |   |   |   |   |
| 30.04.2017 | 05.11.2017 | Gianpaolo Castorina |   |   |   |   |
| 01.07.2016 | 30.04.2017 | Roberto Breda       |   |   |   |   |
| 13.04.2015 | 30.06.2016 | Alfredo Aglietti    |   |   |   |   |
| 11.04.2011 | 12.04.2015 | Luca Prina          |   |   |   |   |
| 01.07.1983 | 30.06.1984 | Sergio Vezzoso      |   |   |   |   |
| 01.07.1982 | 30.06.1987 | Giampiero Ventura   |   |   |   |   |
| 01.01.1978 | 30.06.1978 | Sergio Vezzoso      |   |   |   |   |
| 01.07.1973 | 30.06.1974 | Mario Genta         |   |   |   |   |
| 01.07.1971 | 30.06.1972 | Paolo Todeschini    |   |   |   |   |
| 01.07.1967 | 30.06.1969 | Mario Genta         |   |   |   |   |
| 01.07.1959 | 30.06.1960 | Mario Genta         |   |   |   |   |
| 01.07.1936 | 30.06.1937 | Imre Payer          |   |   |   |   |
| 01.07.1934 | 30.06.1935 | Imre Payer          |   |   |   |   |